# Паульзен, Харальд
Харальд Паульзен (26 августа 1895 — 4 августа 1954) — немецкий актёр и режиссёр театра и кино, а также певец-исполнитель. С 1920 по 1954 год он снялся в 125 фильмах.

## Карьера
Паульзен впервые появился на сцене в шестнадцать лет. Затем он учился у Леопольда Йеснера, который тогда был старшим режиссёром гамбургского театра «Талия». Дебютировал в Гамбургском городском театре в 1913 году. С 1915 по 1917 год служил в немецкой армии во время Первой мировой войны . В 1917-18 играл в Фронтеатре в Митау . В 1919 году Макс Рейнхардт пригласил его в Немецкий театр в Берлине.
Из его обширной театральной работы особенно примечательна его роль Мекки-Ножа в мировой премьере «Трёхгрошовой оперы» Бертольта Брехта. Этот спектакль состоялся 31 августа 1928 года в Театре на Шиффбауэрдамм. В то время Паульзен считался поклонником Брехта.
Снялся в качестве актёра более чем в двадцати немых фильмах. Его актёрская карьера продолжилась в эпоху звукового кино, и он снялся примерно в девяноста звуковых фильмах.
Вскоре после того, как Адольф Гитлер захватил власть, он стал ярым национал-социалистом. Нёс флаг нацистской Германии от имени студентов на первомайском митинге в Темпельхофе. Также участвовал в качестве актёра в нескольких нацистских пропагандистских фильмах, таких как «Бисмарк» (1940),  «Дядюшка Крюгер» и в фильме, пропагандирующем эвтаназию «Я обвиняю», которые оба вышли на экраны в 1941 году Венский актёр Рольф Кучера писал в своих мемуарах, что Паульзен был известен среди своих коллег как информатор нацистских властей.
В 1938 году Харальд Паульзен стал директором театра на Ноллендорфплац в Берлине, где в то время ставились в основном оперетты. Он ставил пьесы и сам исполнял певческие роли.
Был вынужден уйти в отставку в 1945 году после окончания Второй мировой войны в Европе.Несмотря на нацистское прошлое, продолжал активно сниматься до последних дней жизни, исполняя по 3-4 кинороли каждый год.

## Смерть
Харальд Паульзен умер 4 августа 1954 года в возрасте 58 лет в больнице общего профиля в гамбургском районе Альтона после перенесенного инсульта. Похоронен на католическом кладбище в Эльмсхорне . Его сын Уве Паульзен (1944—2014) был актёром театра и кино, артистом кабаре и талантливым актёром дубляжа, который дублировал иностранные фильмы и телепередачи на немецком языке.

## Избранная фильмография
- Альрауне (1930) — Франк Браун
- Дядюшка Крюгер (1941) как министр иностранных дел Франции